# Grand Prix automobile d'Autriche 1982
Résultats du Grand Prix automobile d'Autriche de Formule 1 1982 qui a eu lieu sur l'Österreichring le 15 août 1982.

## Classement
| Pos. | No | Pilote             | Écurie          | Tours | Temps/Abandon                      | Grille | Points |
| ---- | -- | ------------------ | --------------- | ----- | ---------------------------------- | ------ | ------ |
| 1    | 11 | Elio De Angelis    | Lotus-Ford      | 53    | 1 h 25 min 02 s 212 (222,204 km/h) | 7      | 9      |
| 2    | 6  | Keke Rosberg       | Williams-Ford   | 53    | + 0 s 050                          | 6      | 6      |
| 3    | 26 | Jacques Laffite    | Ligier-Matra    | 52    | + 1 tour                           | 14     | 4      |
| 4    | 27 | Patrick Tambay     | Ferrari         | 52    | + 1 tour                           | 4      | 3      |
| 5    | 8  | Niki Lauda         | McLaren-Ford    | 52    | + 1 tour                           | 10     | 2      |
| 6    | 30 | Mauro Baldi        | Arrows-Ford     | 52    | + 1 tour                           | 23     | 1      |
| 7    | 20 | Chico Serra        | Fittipaldi-Ford | 51    | + 2 tours                          | 20     |        |
| 8    | 15 | Alain Prost        | Renault         | 48    | Injection                          | 3      |        |
| Abd. | 7  | John Watson        | McLaren-Ford    | 44    | Fuite d'eau                        | 18     |        |
| Abd. | 4  | Brian Henton       | Tyrrell-Ford    | 32    | Soupape                            | 19     |        |
| Abd. | 1  | Nelson Piquet      | Brabham-BMW     | 31    | Arbre à cames                      | 1      |        |
| Abd. | 33 | Tommy Byrne        | Theodore-Ford   | 28    | Sortie de piste                    | 26     |        |
| Abd. | 29 | Marc Surer         | Arrows-Ford     | 28    | Injection                          | 21     |        |
| Abd. | 2  | Riccardo Patrese   | Brabham-BMW     | 27    | Accident                           | 2      |        |
| Abd. | 25 | Eddie Cheever      | Ligier-Matra    | 22    | Soupape                            | 22     |        |
| Abd. | 12 | Nigel Mansell      | Lotus-Ford      | 17    | Moteur                             | 12     |        |
| Abd. | 16 | René Arnoux        | Renault         | 16    | Turbo                              | 5      |        |
| Abd. | 9  | Manfred Winkelhock | ATS-Ford        | 15    | Sortie de piste                    | 25     |        |
| Abd. | 35 | Derek Warwick      | Toleman-Hart    | 7     | Sortie de piste                    | 15     |        |
| Abd. | 36 | Teo Fabi           | Toleman-Hart    | 7     | Transmission                       | 17     |        |
| Abd. | 14 | Roberto Guerrero   | Ensign-Ford     | 6     | Transmission                       | 16     |        |
| Abd. | 3  | Michele Alboreto   | Tyrrell-Ford    | 1     | Accident                           | 8      |        |
| Abd. | 17 | Rupert Keegan      | March-Ford      | 1     | Direction                          | 24     |        |
| Abd. | 5  | Derek Daly         | Williams-Ford   | 0     | Collision                          | 9      |        |
| Abd. | 22 | Andrea De Cesaris  | Alfa Romeo      | 0     | Collision                          | 11     |        |
| Abd. | 23 | Bruno Giacomelli   | Alfa Romeo      | 0     | Collision                          | 13     |        |
| Nq.  | 18 | Raul Boesel        | March-Ford      |       | Non qualifié                       |        |        |
| Nq.  | 31 | Jean-Pierre Jarier | Osella-Ford     |       | Non qualifié                       |        |        |
| Nq.  | 10 | Eliseo Salazar     | ATS-Ford        |       | Non qualifié                       |        |        |

## Pole position et record du tour
- Pole position : Nelson Piquet en 1 min 27 s 612 (vitesse moyenne : 244,158 km/h).
- Meilleur tour en course : Nelson Piquet en 1 min 33 s 699 au 5e tour (vitesse moyenne : 228,297 km/h).

## Tours en tête
- Nelson Piquet : 1 (1)
- Riccardo Patrese : 26 (2-27)
- Alain Prost : 21 (28-48)
- Elio De Angelis : 5 (49-53)

## À noter
- 1re victoire pour Elio De Angelis.
- 72e victoire pour Lotus en tant que constructeur.
- 150e victoire pour Ford-Cosworth en tant que motoriste.